# Arturo Benedetti Michelangeli
Pour les articles homonymes, voir Benedetti et Michelangeli (homonymie).
Arturo Benedetti Michelangeli, né le 5 janvier 1920 à Brescia et mort le 12 juin 1995 à Lugano, est un pianiste italien. Il est parfois considéré comme le pianiste italien le plus important du XXe siècle avec Ferruccio Busoni.
Formé au conservatoire de Milan, il remporte le premier prix du tout nouveau Concours de Genève en 1939. Il enseigne notamment à Martha Argerich, Adam Harasiewicz, Ivan Moravec, Alberto Neuman et Maurizio Pollini.

## Biographie

### Formation
Arturo Benedetti Michelangeli commence à prendre des cours de violon à l'âge de trois ans, mais passe très vite au piano et, à tout juste 10 ans, il entre au conservatoire de Milan. À 18 ans, il commence une carrière internationale en se présentant au Concours Ysaÿe, à Bruxelles. Il y finit septième ; Emil Gilels remporte l'épreuve. Le prix est décerné par Arthur Rubinstein lui-même, qui était par ailleurs dans le jury. Selon celui-ci, le jeune Michelangeli fit une prestation peu satisfaisante, mais possédait déjà une technique parfaite. Un an plus tard, Michelangeli remporte le premier prix du Concours de Genève. Le président du jury, le pianiste français Alfred Cortot, le rend célèbre en le désignant comme « un nouveau Liszt ».

### Le pianiste
Michelangeli était réputé comme un pianiste d'une qualité technique irréprochable. Son toucher, d'un grand raffinement, et sa sonorité, dense et pleine, restent légendaires. Le critique musical Harold Schonberg écrit sur lui : « Ses doigts se refusent à faire ne serait-ce qu'une fausse note, et une fois lancé rien ne pourrait l'arrêter. Dans bien des morceaux du répertoire romantique, bien qu'il semble peu sûr de lui émotionnellement, son indéfectible technique lui confère une puissance expressive qui perturbe l'écoulement musical même. » David Dubal, professeur à la Juilliard School, trouvait que Michelangeli était à son meilleur dans les œuvres de jeunesse de Beethoven, qu'il était moins convaincant dans Chopin et « diabolique » dans des œuvres comme la chaconne de Bach-Busoni ou encore dans les Variations sur un thème de Paganini de Brahms.
Son répertoire public était relativement restreint comparé à son rang en tant que pianiste (mais le compositeur Bruno Maderna raconte que son répertoire privé était très important). De plus, son perfectionnisme obsessionnel a rendu ses enregistrements en studio d'autant plus rares. Néanmoins, ses enregistrements en concert sont abondants. Ses œuvres de chevet étaient le Gaspard de la nuit de Ravel, la Sonate no 2 de Chopin, le Carnaval op. 9 de Robert Schumann et la Sonate no 3 op. 2 de Beethoven. Sa lecture du Concerto no 4 de Rachmaninov reste une référence, comparable à celle de Rachmaninov lui-même, tout comme ses interprétations de Debussy. Ses chefs d'orchestre de prédilection étaient Sergiu Celibidache et Bruno Walter. Avec Celibidache, il interpréta pour la dernière fois en 1992 le Concerto en sol majeur de Ravel et le Concerto en la mineur de Schumann, à Munich et en tournée au Japon.
Michelangeli ne jouait que lorsque les conditions étaient réunies pour donner le meilleur de lui-même ; il a annulé nombre de ses concerts, parfois même en plein milieu, souvent parce que le piano n'était pas au niveau qu'il souhaitait. Il en  était venu à se déplacer avec son propre piano qu'il savait parfaitement démonter et remonter lui-même.

### Le professeur
Michelangeli a été entre autres le professeur de Martha Argerich, Adam Harasiewicz, Ivan Moravec, Alberto Neuman et Maurizio Pollini. Martha Argerich, racontant sa courte période de leçons avec le maestro, ne décrit pas vraiment un enseignement car elle travaillait la plupart du temps seule, Michelangeli venant parfois l'écouter en silence. Mais Alberto Neuman, compatriote argentin d'Argerich qui étudia plusieurs années avec Michelangeli, parle d'une méthode d'enseignement unique, à la fois spirituelle et technique, fondée sur des exercices physiques oscillatoires fondamentaux.

### Vie privée
D'une personnalité singulière, il se confiait peu sur sa vie privée. Amateur de vitesse à ski et en voiture, il pilotait des voitures de course, notamment de la marque Ferrari.

### Décès
Son dernier concert a lieu le 7 mai 1993 à Hambourg.
Il meurt le 12 juin 1995 à Lugano, en Suisse, d'un accident vasculaire cérébral.

## Style
Ses enregistrements de jeunesse laissent déjà entrevoir une maîtrise technique, qui avait fait dire à Alfred Cortot qu'il était « le Liszt du XXe siècle », et qui avait poussé Celibidache à abandonner le piano du jour au lendemain après l'avoir entendu pour la première fois (Concerto pour piano de Grieg et de Schumann, Andante spianato et Grande Polonaise brillante de Chopin, etc.).